# Hanti-Mansijsk
Hanti-Mansijsk (ruski: Ха́нты-Манси́йск) je grad u Rusiji. Glavni je grad Hantijsko-mansijskog autonomnog okruga. Nalazi se na rijeci Irtišu, 15 km od njegova ušća u rijeku Ob. Zemljopisni položaj mu je 61°07' sjeverne zemljopisne širine i 69°04' istočne zemljopisne dužine.
Broj stanovnika: 54.000 (2004.)
Osnovan je 1930. kao radničko naselje imena Ostjako-Vogulsk, 3 km udaljeno od sela Samarova. Godine 1940. je preimenovan u Hanti-Mansijsk. Status grada dobiva 1950. Širenjem je u svoj sklop uvukao obližnje selo Samarovo, za koje se zna od 16. stoljeća (1637. i prije).
Od gospodarstva u gradu je pogon za konzerviranje ribe i drvna industrija. 
U gradu je i jedan muzej.
Najbliža željeznička postaja je 232 km udaljena Pit-Jah. Cestovna udaljenost do Tjumenja je 1076 km, a do Moskve zračnim pravcem - 2759 km.
Vremenska zona: Moskovsko vrijeme +2.